# The Platters
The Platters – afroamerykańska wokalna grupa popowa wykonująca muzykę soulową i R&B. Zespół powstał w 1953 roku w Los Angeles.
Formacja koncertowała w klubach Los Angeles. Wyjątkowością grupy był fakt, że była ona mieszana – wraz z czterema mężczyznami występowała wokalistka. Umożliwiło to budowanie specyficznego, scenicznego napięcia opartego na delikatnych (dopuszczalnych w kategoriach epoki) aluzjach erotycznych. Grupa charakteryzowała się znakomitym zgraniem głosów. Mimo swej atrakcyjności, zespół zapewne podzieliłby los tysięcy innych grup działających w tym czasie, gdyby nie poprowadził ich producent Buck Ram, który wprowadził formację do czołówki gatunku.
Największe przeboje grupy to: „Only You”, „Twilight Time”, „The Great Pretender”, „My Prayer” i „Smoke Gets in Your Eyes”.
W 1990 roku grupa The Platters została wprowadzona do Rock and Roll Hall of Fame.

## Dyskografia
- 1955: The Platters
- 1958: Flying Platters
- 1959: Remember When?
- 1959: Flying Platters Around the World
- 1959: On Parade
- 1960: Reflections
- 1961: Life Is Just a Bowl of Cherries
- 1962: The Platters Sing for the Lonely
- 1962: Song for Only the Lonely
- 1962: The Platters on a Platters
- 1963: Moonlight Memories
- 1963: The Platters Sing All the Movie Hits
- 1963: Sing Latino
- 1963: The Platters Present All-Time Movie Hits
- 1963: Christmas with the Platters
- 1965: The New Soul of the Platters
- 1966: The Platters Have the Magic Touch
- 1966: I Love You 1,000 Times
- 1967: Going Back to Detroit
- 1967: Have the Magic Touch
- 1968: Sweet, Sweet Lovin’
- 1968: Only You
- 1968: I Get the Sweetest Feeling
- 1968: Smoke Gets in Your Eyes
- 1971: Our Way
- 1974: Live
- 1974: Live in Chicago
- 1975: Precious Moments
- 1994: You'll Never, Never Know
- 1998: Ultimate Legends